# 다비드 은고그
다비드 은고그(프랑스어: David N'Gog, 1989년 4월 1일, 프랑스 젠비예 ~ )는 카메룬계 프랑스인 전 축구 선수로, 포지션은 스트라이커이다.